# Брен сир Лонгне
Брен сир Лонгне (фр. Brain-sur-Longuenée) насеље је и општина у западној Француској у региону Лоара, у департману Мен и Лоара која припада префектури Сегре.
По подацима из 2011. године у општини је живело 993 становника, а густина насељености је износила 44,27 становника/km². Општина се простире на површини од 22,43 km². Налази се на средњој надморској висини од 78 метара (максималној 102 m, а минималној 41 m).

## Демографија
| 1962. | 1968. | 1975. | 1982. | 1990. | 1999. | 2011. |
| ----- | ----- | ----- | ----- | ----- | ----- | ----- |
| 602   | 568   | 513   | 574   | 669   | 768   | 993   |

График промене броја становника у току последњих година